# Liste von Sendungen der Fox Broadcasting Company

Logo des Fernsehsenders Fox

Diese Liste von Sendungen der Fox Broadcasting Company enthält eine Auswahl aller Sendungen und Serien, die bei der Fox Broadcasting Company in Erstausstrahlung ausgestrahlt werden bzw. wurden.

## Derzeitige Sendungen

### News- und Informationsmagazine
- seit 1996: Fox News Sunday

### Dramaserien
- seit 2018: 9-1-1
- seit 2018: Atlanta Medical (The Resident)
- seit 2020: 9-1-1: Lone Star
- seit 2021: Fantasy Island
- seit 2021: Ein großer Sprung (The Big Leap)
- seit 2021: Our Kind of People

### Comedyserien
- seit 2021: Call Me Kat
- seit 2021: Let’s Be Real

### Realityshows
- seit 2005: Hell’s Kitchen
- seit 2005: So You Think You Can Dance
- seit 2007: Chef ohne Gnade (Kitchen Nightmares)
- seit 2009: More to Love
- seit 2010: MasterChef
- seit 2012: Hotel Hell
- seit 2013: Does Someone Have to Go?
- seit 2013: Junior MasterChef
- seit 2015: World’s Funniest
- seit 2019: The Masked Singer

### Zeichentrickserien
- seit 1989: Die Simpsons (The Simpsons)
- 1999–2002, seit 2005: Family Guy
- seit 2011: Bob’s Burgers
- seit 2021: The Great North

### Award- und Specialshows
- NAACP Image Awards
- seit 1999: Teen Choice Awards
- seit 2010: American Country Awards

### Late-Night-Formate
Seit 2010 hat der Sender Fox kein selbstproduziertes Late-Night-Format mehr in seinem Programm.

### Sportsendungen
- seit 1994: NFL (abwechselnd mit ABC, CBS und NBC der Super Bowl)
- seit 1996: Major League Baseball
- seit 2001: NASCAR
- seit 2007: Bowl Championship Series
- seit 2019: WWE SmackDown Live

## Ehemalige Serien

### Dramaserien
- 1987–1990: 21 Jump Street – Tatort Klassenzimmer (21 Jump Street)
- 1989–1990: Booker
- 1990–2000: Beverly Hills, 90210
- 1990: D.E.A. – Krieg den Drogen
- 1990: The Outsiders
- 1992–1999: Melrose Place
- 1992: The Heights – Rockin’ Friends (The Heights)
- 1993: Class of ’96
- 1993: Key West
- 1994–1995: Models Inc.
- 1994–1998: New York Undercover
- 1994–2000: Party of Five
- 1994: South Central
- 1995–1996: Strange Luck
- 1996: Embraced – Clan der Vampire (Kindred: The Embraced)
- 1996: Jim Profit – Ein Mann geht über Leichen (Profit)
- 1997–1998: 413 Hope St.
- 1997–2002: Ally McBeal
- 1997: L.A. Affairs (Pacific Palisades)
- 1997: Conor, der Kelte (Roar)
- 1998–1999: Brimstone
- 1999–2000: Get Real
- 1999: Ray Caulfield: Year One
- 1999–2000: New York Life – Endlich im Leben! (Time of Your Life)
- 2000–2004: Boston Public
- 2000: Opposite Sex
- 2000: The $treet
- 2001–2010: 24
- 2001: Pasadena
- 2002: Girls Club
- 2002–2003: Der Fall John Doe! (John Doe)
- 2002: The American Embassy
- 2002–2003: Fastlane
- 2003–2004: Skin
- 2003–2007: O.C., California (The O.C.)
- 2004–2012: Dr. House (House)
- 2004–2005: North Shore
- 2004: The Jury
- 2004: Wonderfalls
- 2005: Head Cases
- 2005: Jonny Zero
- 2005: Killer Instinct
- 2005: Point Pleasant
- 2005: Reunion
- 2005: The Inside
- 2005–2009, 2017: Prison Break
- 2005–2017: Bones – Die Knochenjägerin (Bones)
- 2006: Justice – Nicht schuldig (Justice)
- 2006–2007: Standoff
- 2006: Vanished
- 2007: Drive
- 2007: K-Ville
- 2007: The Wedding Bells
- 2008: Canterbury’s Law
- 2008: New Amsterdam
- 2009: Mental
- 2009–2011: Lie to Me
- 2009–2015: Glee
- 2010: Lone Star
- 2010: The Good Guys
- 2010–2011: Human Target
- 2011: The Chicago Code
- 2012: The Finder
- 2012–2013: The Mob Doctor
- 2012–2013: Touch
- 2013–2014: Almost Human
- 2013–2015: The Following
- 2013–2017: Sleepy Hollow
- 2014: 24: Live Another Day
- 2014: Gracepoint
- 2014–2015: Red Band Society
- 2014–2019: Gotham
- 2015: Backstrom
- 2015: Minority Report
- 2015–2016: Scream Queens
- 2015–2016: Wayward Pines
- 2015–2017: Rosewood
- 2015–2020: Empire
- 2016–2017: The Exorcist
- 2016–2018: Lucifer
- 2016–2019: Lethal Weapon
- 2016–2019: Star
- 2017: 24: Legacy
- 2017: APB – Die Hightech-Cops (APB)
- 2017–2019: The Gifted
- 2019: The Passage
- 2020: Deputy – Einsatz Los Angeles (Deputy)

### Comedyserien
- 1987–1989: Boys Will Be Boys
- 1987–1989: Duet
- 1987: Karen’s Song
- 1987: Down and Out in Beverly Hills
- 1987–1997: Eine schrecklich nette Familie (Married… with Children)
- 1987–1988: Mr. President
- 1987: The New Adventures of Beans Baxter
- 1987–1988: Second Chance
- 1987: Women in Prison
- 1987–1990: Die Tracey Ullman Show (The Tracey Ullman Show)
- 1989–1994: Comic Strip Live
- 1989–1990: Open House
- 1990–1991: Babes
- 1990–1992: Get a Life
- 1990–1991: Good Grief
- 1990–1991: Haywire
- 1990–1994: In Living Color
- 1990–1992: True Colors
- 1990: Molloy
- 1990–1993: Parker Lewis – Der Coole von der Schule (Parker Lewis Can’t Lose)
- 1991: Charlie Hoover
- 1991–1992: Drexell’s Class
- 1991–1994: Herman’s Head
- 1991–1994: Roc
- 1991: Top of the Heap
- 1992–1993: Down the Shore
- 1992–1993: Flying Blind
- 1992: Great Scott!
- 1992–1997: Martin
- 1992: Rachel Gunn, R.N.
- 1992: Stand by Your Man
- 1992–1993: Shaky Ground
- 1992–1993: The Ben Stiller Show
- 1992: Vinnie & Bobby
- 1992: Woops!
- 1993: Daddy Dearest
- 1993–1994: Bakersfield P.D.
- 1993–1998: Living Single
- 1993–1994: The Sinbad Show
- 1994: Monty
- 1994–1995: The George Carlin Show
- 1994: Wild Oats
- 1995: Get Smart
- 1995: Misery Loves Company
- 1995: My Wildest Dreams
- 1995–1997: Ned & Stacey
- 1995: The Preston Episodes
- 1995–1996: Hallo Cockpit (The Crew)
- 1995–1996: Too Something
- 1996: Love and Marriage
- 1996: Lush Life
- 1996: The Last Frontier
- 1996: Party Girl
- 1997–1998: Between Brothers
- 1997: Pauly
- 1998: Ask Harriet
- 1998: Costello
- 1998: Damon
- 1998–2006: Die wilden Siebziger (That ’70s Show)
- 1998: Getting Personal
- 1998: Holding the Baby
- 1998: Living in Captivity
- 1999: Action
- 2000–2006: Malcolm mittendrin (Malcolm in the Middle)
- 2000: Normal, Ohio
- 2000: Opposite Sex
- 2001–2002: American Campus – Reif für die Uni? (Undeclared)
- 2001–2002: Keine Gnade für Dad (Grounded for Life)
- 2001–2006: The Bernie Mac Show
- 2001–2002: The Tick
- 2001–2002: Titus
- 2002–2003: Andy Richter Controls the Universe
- 2002: Greg the Bunny
- 2002: That ’80s Show
- 2003: A Minute with Stan Hooper
- 2003–2006: Arrested Development
- 2003: Luis
- 2003–2004: Oliver Beene
- 2003: The Pitts
- 2003: Wanda at Large
- 2004: Cracking Up
- 2004: Method & Red
- 2004–2005: Quintuplets
- 2005: Kitchen Confidential
- 2005: Life on a Stick
- 2005–2007: Familienstreit de Luxe (The War at Home)
- 2005–2006: Pamela Anderson in: Stacked (Stacked)
- 2006–2010: Ehe ist… (’Til Death)
- 2006: Free Ride
- 2006: Happy Hour
- 2006–2007: The Loop
- 2007–2008: Back to You
- 2007: The Winner
- 2008: Do Not Disturb
- 2008: The Return of Jezebel James
- 2008: Unhitched
- 2009: Brothers
- 2010: Running Wilde
- 2010: Sons of Tucson
- 2010–2014: Raising Hope
- 2011–2012: Breaking In
- 2011–2012: I Hate My Teenage Daughter
- 2011: Traffic Light
- 2011–2018: New Girl
- 2012–2013: Ben and Kate
- 2012–2015: The Mindy Project
- 2013: Anger Management
- 2013: The Goodwin Games
- 2013–2014: Dads
- 2013–2018: Brooklyn Nine-Nine
- 2014: Surviving Jack
- 2015–2016: Grandfathered
- 2015–2016: The Grinder – Immer im Recht (The Grinder)
- 2015–2018: The Last Man on Earth
- 2017: Making History
- 2017–2018: The Mick
- 2018–2021: Last Man Standing

### Science-Fiction-Shows
- 1987: Werewolf
- 1989–1990: Alien Nation
- 1992–1998: Sightings
- 1993: Encounters
- 1993–1994: Die Abenteuer des Brisco County jr. (The Adventures of Brisco County, Jr.)
- 1993–2002: Akte X – Die unheimlichen Fälle des FBI (The X-Files)
- 1994: M.A.N.T.I.S.
- 1995–1998: Sliders – Das Tor in eine fremde Dimension (Sliders)
- 1995–1996: Space 2063 (Space: Above and Beyond)
- 1995: VR.5
- 1996–1999: Millennium – Fürchte deinen Nächsten wie Dich selbst (Millennium)
- 1997–1998: The Visitor – Die Flucht aus dem All (The Visitor)
- 1999–2000: Harsh Realm
- 2000–2002: Dark Angel
- 2000–2001: FreakyLinks
- 2001: Night Visions
- 2001: Die einsamen Schützen (The Lone Gunmen)
- 2002: Firefly – Der Aufbruch der Serenity (Firefly)
- 2002: The American Embassy
- 2003–2004: Keen Eddie
- 2003–2005: Tru Calling – Schicksal reloaded! (Tru Calling)
- 2007–2009: Terminator: The Sarah Connor Chronicles
- 2008–2013: Fringe – Grenzfälle des FBI (Fringe)
- 2009–2010: Dollhouse
- 2011: Terra Nova
- 2016: Second Chance
- 2017–2019: The Orville

### Realityshows
- 1988–2011: America’s Most Wanted
- 1989–2013: COPS
- 2002–2016: American Idol
- 2011–2013: The X Factor

### Late-Night-Formate
- 1986–1988: The Late Show
- 1987–1988: The Wilton North Report
- 1993: The Chevy Chase Show
- 1996: Saturday Night Special
- 1995–2009: MADtv
- 2006–2009: Talkshow with Spike Feresten
- 2009–2010: The Wanda Sykes Show

### Zeichentrickserien
- 1994–1995: The Critic
- 1997–2010: King of the Hill
- 1999–2003: Futurama
- 1999–2001: The PJs
- 2005–2014: American Dad (American Dad!)
- 2009: Sit Down, Shut Up
- 2009–2013: The Cleveland Show
- 2011: Allen Gregory
- 2012: Napoleon Dynamite
- 2014–2015: Golan the Insantiable
- 2019–2021: Bless the Harts